# ماديسن بتيس
ماديسن بتيس (بالإنجليزية: Madison Pettis)‏ ممثلة أمريكية من مواليد 22 يوليو 1998.

## مواقع خارجية
- ماديسن بتيس على موقع IMDb (الإنجليزية)
- ماديسن بتيس على موقع روتن توميتوز (الإنجليزية)
- ماديسن بتيس على موقع ألو سيني (الفرنسية)
- ماديسن بتيس على موقع أول موفي (الإنجليزية)
- ماديسن بتيس على موقع قاعدة بيانات الأفلام السويدية (السويدية)
- ماديسن بتيس على موقع إن إن دي بي (الإنجليزية)
- ماديسن بتيس على موقع قاعدة بيانات الفيلم (الإنجليزية)
- ماديسن بتيس على موقع كينوبويسك (الروسية)